# Coast Stars
Le Coast Stars est un club kenyan de football basé à Mombasa.

## Palmarès
- Championnat du Kenya
  - Vice-champion : 2003

- Coupe du Kenya
  - Finaliste : 1999